# Adiós, amor mío
Adiós, amor mío es una telenovela producida en México por Ernesto Alonso, escrita por Caridad Bravo Adams para Telesistema Mexicano hoy (Televisa). Protagonizada por Amparo Rivelles y Guillermo Murray en el año de 1962. 

## Sinopsis
Una mujer maravillosa, pero fea, se convierte en la dama soñada por un joven, guapo y rico aristócrata, cuya pintura asombra todos los de su clase. Él se enamora del alma de ella cuando la escucha cantar una canción, pero ella, diez años mayor y poco agraciada, teme que la ilusión de él acabe pronto y llegue a odiar el momento en que ella aceptó su proposición. Por lo tanto, lo rechaza. Dejan de verse por tres años. Ella viaja por el mundo y él se dedica a su arte, hasta que en Egipto a ella le llegan las noticias de un accidente de caza: él ha quedado ciego. Un amigo en común, un médico, consigue que ella entre en su casa fingiendo ser enfermera. Al principio él no soporta su voz, pero después se adecúa a ella y ella se convierte en sus ojos. Al final, le es revelada la verdad: que la enfermera es su amada. Y juntos consiguen superar las dificultades del pasado para centrarse en el presente y el futuro.

## Reparto
- Amparo Rivelles .... Juana
- Guillermo Murray .... Gabriel
- José Gálvez .... Dr. Demetrio
- Rosa Elena Durgel .... Paulina
- Ramón Bugarini .... Rolando
- Rosa Cué .... María
- Lulú Parga .... Tania
- María Fernanda Ladrón de Guevara .... Genoveva
- Guillermo Herrera .... Alberto
- Graciela Nájera .... Sofía
- Lucila de Córdova .... Sara
- León Barroso .... Simón